# Chiva (Vayots Dzor)
Pour les articles homonymes, voir Chiva (homonymie).
Chiva (en arménien Չիվա) est une communauté rurale du marz de Vayots Dzor, en Arménie. Elle compte 1 013 habitants en 2008.